# Roger M. Ramey
Roger Maxwell Ramey (ngày 9 tháng 9 năm 1905 – ngày 4 tháng 3 năm 1963) là sĩ quan người Mỹ đạt cấp bậc Trung tướng trong Không quân Hoa Kỳ. Ông nghỉ hưu vào tháng 1 năm 1957 vì bệnh tim và mất sáu năm sau đó.

## Thân thế và sự nghiệp
Ramey chào đời tại Sulphur Springs, Texas. Ông định theo học Trường Đại học Sư phạm Bắc Texas và mong muốn hành nghề y, nhưng bị viên đại úy Lực lượng Vệ binh Quốc gia thuyết phục tranh tài trong kỳ thi tuyển một suất ở West Point. Ông đăng ký nhập học tại West Point vào năm 1924 và tốt nghiệp ra trường với cấp bậc thiếu úy năm 1928.
Sau khi tốt nghiệp khóa học sĩ quan West Point, Ramey ghi danh vào Trường Bay Sơ cấp Không lực và tốt nghiệp Trường Bay Cao cấp Không lực vào tháng 9 năm 1929.

## Giữa hai thế chiến
Ông từng gia nhập Phi đội Truy kích số 27 ở Michigan và vào năm 1932 thì được bổ nhiệm làm sĩ quan chỉ huy Phi đội Truy kích số 38. Về sau ông đổi sang đảm nhận công tác huấn luyện bay tại Randolph Field, Texas.

## Thế chiến thứ hai
Tháng 1 năm 1942 trong thời gian nước Mỹ tham gia vào Thế chiến thứ hai, Ramey trở thành sĩ quan kế hoạch và huấn luyện của Bộ Tư lệnh Oanh tạc cơ số 7. Tháng sau, ông được thăng cấp Đại tá. Tháng 10 năm 1942, ông chuyển sang Lực lượng Không quân thứ Năm với chức vụ sĩ quan chỉ huy Liên đoàn Oanh tạc cơ số 43 và Không đoàn Oanh tạc cơ số 314.

## Hoạt động thời hậu chiến
Trong thời gian diễn ra vụ thử nghiệm hạt nhân tại đảo san hô vòng Bikini trong Chiến dịch Crossroads năm 1946, Ramey là giám đốc chỉ đạo vụ bắn "Able" kiêm chức Tư lệnh Lực lượng Đặc nhiệm 1.5.
Ramey đảm nhận quyền chỉ huy Lực lượng Không quân thứ Tám trên cương vị là Chuẩn tướng tạm thời vào tháng 1 năm 1947. Ông cũng là Tư lệnh Căn cứ Không quân Carswell mà sau này gọi là Sân bay Lục quân Fort Worth. Ông chịu trách nhiệm đảo ngược lập trường về bản chất của chiếc phi thuyền bị rơi trong biến cố UFO ở Roswell sau đó vào năm 1947. Ông gây tiếng vang nhờ ảnh chụp đang cầm chiếc telex trên tay vào ngày 8 tháng 7 năm 1947 mà các nhà nghiên cứu UFO tin rằng có thể xác nhận một sự che đậy. Bức ảnh trở thành đối tượng được phân tích nhiều với ít kết quả thuyết phục.
Tháng 5 năm 1954, Ramey nắm quyền Tư lệnh Lực lượng Không quân thứ Năm tại Hàn Quốc, và được thăng cấp Trung tướng tạm thời vào tháng 6 năm 1954.

## Hưu trí
Ramey nghỉ hưu vào ngày 31 tháng 1 năm 1957 vì bệnh tim. Ông mất ngày 4 tháng 3 năm 1963 tại Torrance, California.

## Tóm lược chức vụ

### Quân hàm theo niên đại
Nguồn tài liệu:
|  | Trung sĩ, Lực lượng Vệ binh Quốc gia Lục quân Texas - Trước năm 1924                           |
|  | Thiếu uý, Kỵ binh: - Thường trực: Ngày 9 tháng 6 năm 1928                                      |
|  | Trung úy, Không lực: - Thường trực: Ngày 1 tháng 9 năm 1934                                    |
|  | Đại úy, Không lực: —Thường trực: Ngày 9 tháng 6 năm 1938                                       |
|  | Thiếu tá, Không lực: —Tạm thời: Ngày 31 tháng 1 năm 1941 —Thường trực: Ngày 9 tháng 6 năm 1945 |
|  | Trung tá, Không lực: —Tạm thời: Ngày 5 tháng 1 năm 1942                                        |
|  | Đại tá, Không lực: —Tạm thời: Ngày 1 tháng 3 năm 1942 —Thường trực: Ngày 2 tháng 4 năm 1948    |
|  | Chuẩn tướng: —Tạm thời: Ngày 1 tháng 7 năm 1943 —Thường trực: Ngày 11 tháng 6 năm 1948;        |
|  | Thiếu tướng: —Tạm thời: Ngày 29 tháng 10 năm 1947 —Thường trực: Ngày 21 tháng 7 năm 1952       |
|  | Trung tướng: —Tạm thời: Tháng 6 năm 1954                                                       |